# Fèlix Amat i Parcerisa
Fèlix Amat i Parcerisa (Barcelona, 1940 - Premià de Dalt, 2005) fou un polític català. Va cursar la carrera d'enginyeria tècnica i un postgrau a ESADE, però aviat va dirigir els seus passos cap a la política. El 1975 començà a militar a Convergència Democràtica de Catalunya (CDC), de la que formà part del Consell Nacional i del Comitè Executiu, alhora que fou president de la Federació de Barcelona del partit. De 1983 a 1995 va ser regidor de l'Ajuntament de Barcelona, i va presidir durant dotze anys el Consell Municipal del Districte de Sarrià-Sant Gervasi, on va treballar a favor de la descentralització de la gestió municipal.
Des del districte va promoure la recuperació i l'aprofitament del patrimoni a Can Castelló, Can Ponsic, Vil·la Amèlia, Can Sentmenat, els Jardins de la Tamarita, el Parc de l'Oreneta, la carretera de les Aigües o Vil·la Joana, i va donar suport a iniciatives culturals i populars com les Jornades de Cant Coral, les Jornades Esportives o les festes majors.
Durant aquests anys també va ser membre de la Corporació Metropolitana de Barcelona i del Consell de la Mancomunitat de Municipis i de l'Entitat Metropolitana del Transport. Després de la seva etapa al districte de Sarrià-Sant Gervasi, fou director de la Societat Municipal d'Aparcaments de Badalona i executiu d'ACESA i va formar part del comitè executiu de l'Associació Consell de Cent, una entitat que agrupa electes municipals del període democràtic. El 2005 va rebre la Medalla d'Honor de Barcelona a títol pòstum.